# Kazimierz Dąbrowski (psycholog)

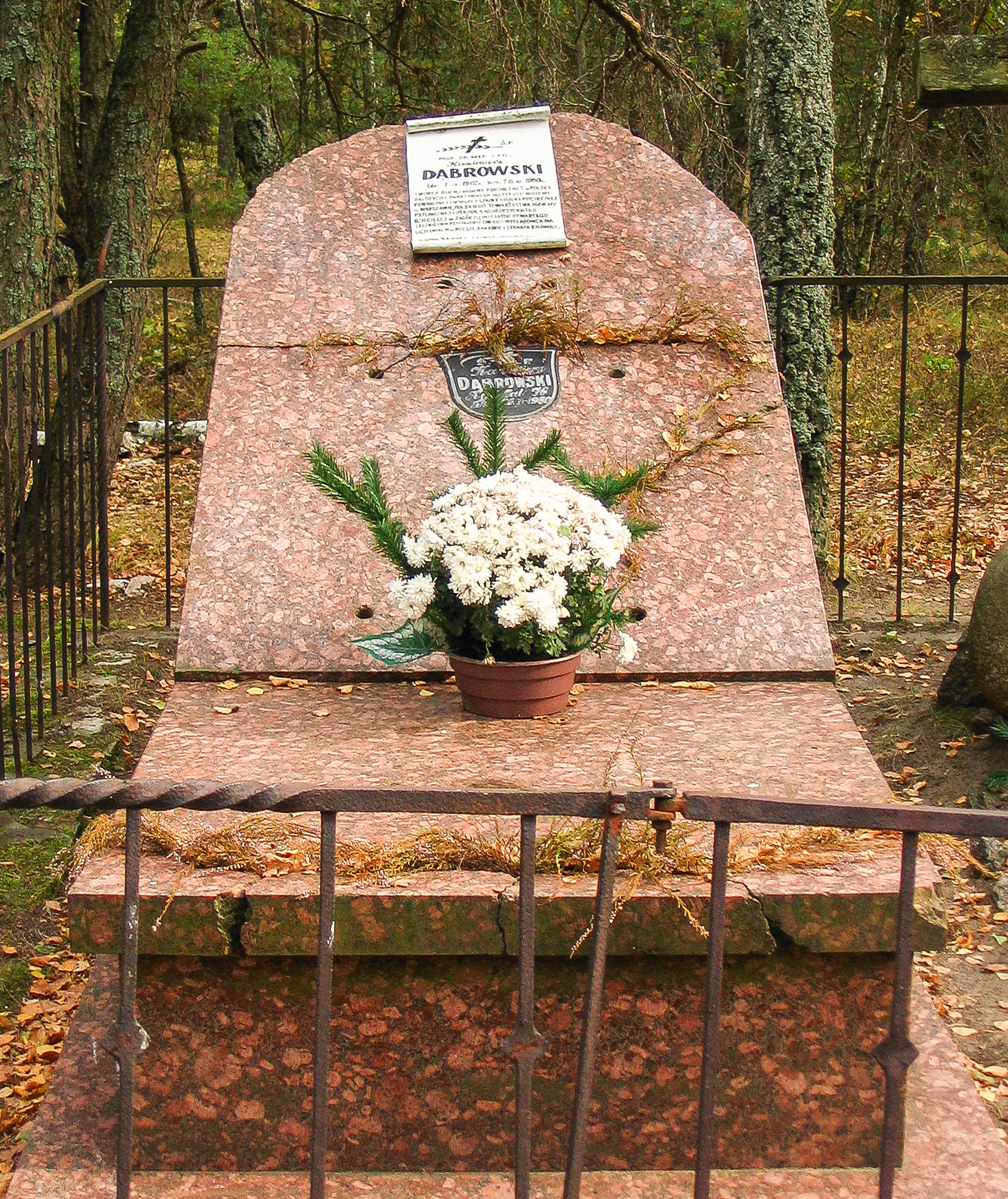
Grób Dąbrowskiego w lesie koło Zagórza (2004)

Kazimierz Dąbrowski (ur. 1 września 1902 w Klarowie, zm. 26 listopada 1980 w Warszawie) – polski lekarz, psychiatra, psycholog kliniczny, filozof oraz pedagog, założyciel Instytutu Higieny Psychicznej, którym kierował w latach 1935–1949. Twórca teorii dezintegracji pozytywnej, autor licznych publikacji naukowych i popularnonaukowych w dziedzinie psychologii klinicznej. Dąbrowskiego ciekawiła kwestia uzdolnienia intelektualnego i artystycznego u dziecka i jego związek z przejściami żywiołowymi; było to bazowane na jego własnych przeżyciach.
Autor jest dziś mało znany w Europie jednak cieszy się popularnością  wśród psychologów w Ameryce Północnej. Publikował również jako poeta i pisarz pod pseudonimem Paweł Cienin/Paul Cienin.

## Życiorys
Kazimierz Dąbrowski urodził się jako trzeci syn z czworga dzieci. Pierwsze nauki Kazimierz odbywał w domu rodziców, w majątku Klarowo k. Lublina, gdzie jego ojciec, Antoni, był zarządcą. Następnie 1916-1921 uczył się w prywatnym męskim gimnazjum im. Stefana Batorego w Lublinie (tzw. „Szkoła Lubelska”) gdzie jednym z jego nauczycieli był Roman Ingarden. Jeszcze jako uczeń gimnazjum rozpoczął jako wolny słuchacz studia polonistyczne na nowo założonym Uniwersytecie Lubelskim, gdzie zetknął się z wybitnymi uczonymi, m.in. o. Jackiem Woronieckim. Po maturze studiował kolejno medycynę na Uniwersytecie Warszawskim (1924-1926), gdzie miał kontakt z jednym z najwybitniejszych neurologów i psychiatrów Janem Mazurkiewiczem, oraz na Uniwersytecie Poznańskim. Równolegle studiował psychologię, początkowo na Uniwersytecie Poznańskim u Stefana Błachowskiego, Floriana Znanieckiego i Czesława Znamierowskiego (1926-1927), następnie kontynuował studia na Uniwersytecie Genewskim, oraz w Instytucie J.J. Rousseau w Genewie pod kierownictwem, Édouarda Claparède′a i jego asystenta, Jeana Piageta. Ostatecznie habilitował się w zakresie psychopatologii dziecka u J. Claparede-a i pracował u niego jako privatdozent), oraz u P. Boveta, F. Naville`a i M. Rocha. Specjalizował się w psychiatrii, psychopatologii, neurologii, neuropsychiatrii.

### Dwa doktoraty
W 1929 obronił jeden doktorat z medycyny sądowej na Uniwersytecie w Genewie u François Naville`a. Po powrocie do kraju obronił drugi doktorat z psychologii na Uniwersytecie Poznańskim u Stefana Błachowskiego (1931). Potem podjął studia podyplomowe w zakresie psychologii, psychopatologii dziecka i wychowania moralnego.
Pierwsze idee teorii dezintegracji pozytywnej przedstawił już w Szwajcarii w pracy doktorskiej pt. "Les conditions psychologiques du suicide" (Genewa, 1929), w której posłużył się pojęciem dezagregacji psychicznej, jak też potem w rozprawie „Podstawy psychologiczne samodręczenia/automutylacji" (Warszawa, 1934). Idee te rozwinął w pracach w ramach dziedziny higieny psychicznej, w której skład włączył filozofię, psychologię, medycynę, a także teologię i twórczość artystyczną i literacką.

### Przystanek w Austrii
Następnie w 1932-1934 Dąbrowski wyjechał do Wiednia, gdzie podjął krótką psychoanalizę szkoleniową w Instytucie Aktywnej Psychoanalizy u Wilhelma Stekla, byłego współpracownika Freuda. Równocześnie podjął studia podyplomowe w zakresie neurologii u Otto Marburga, psychologii rozwojowej u Karla Bühlera i Charlotte Bühler, oraz studia internistyczno-neurologiczne u Wilhelma Schlesingera.

### Pobyt w USA
W następnych latach przebywał w Harvardzie (1934), w School of Public Health i realizując praktykę kliniczna w szpitalu psychiatrycznym w Bostonie u Macfie Campbella i Williama Healy'ego, oraz staż na Uniwersytecie Johnsa Hopkinsa w klinice u Adolfa Mayera. W tym samym roku odbył także staż w Klinice Neuropsychiatrii Dziecięcej u Gustava Heyera i w Instytucie Profilaktyki Psychicznej i Psychologii Stosowanej u Jean-Maurice'a Lahy i Pierre'a Janeta.

### Powrót do Polski
W czasie studiów teologicznych na Uniwersytecie Warszawskim (1937-1938), władze wydziału zorientowały się kim jest student i przez to zostały przerwane i Dąbrowski został poproszony o prowadzenie zajęć w zakresie higieny psychicznej. Jeszcze przed 1939 był dyrektorem Instytutu Higieny Psychicznej, na które środki otrzymał między innymi z Fundacji Rockefellera.

### Okres II wojny
W czasie okupacji hitlerowskiej pracował w Zagórzu k. Warszawy, gdzie prowadził sanatorium dla dzieci i gdzie przechowywano wiele dzieci z warszawskiego getta. Tam też powstało tajne studium higieny psychicznej i psychoterapii, na bazie którego powstała później Wyższa Szkoła Higieny Psychicznej w Warszawie. Pracowało tam wielu wybitnych lekarzy, psychologów, pedagogów i duchownych. Jako pionier ruchu higieny psychicznej w Polsce utworzył Instytut Higieny Psychicznej. Był założycielem i prezesem Polskiego Towarzystwa Higieny Psychicznej.

### Po II wojnie
Po II wojnie światowej habilitację z zakresu psychiatrii dziecięcej uzyskał na Uniwersytecie Wrocławskim w 1948, ale została ona zatwierdzona dopiero po zmianach politycznych w 1956. Odbył jeszcze półroczne studia badawcze w USA (1948-1949) w zakresie neuropsychiatrii, higieny psychicznej i psychiatrii dziecięcej na uniwersytetach: New York, University of Illinois at Chicago, Harvard. Następnie zatrzymał się w Paryżu na dwumiesięczny pobyt w Centre national de la recherche scientifique, w szpitalu H. Roussel oraz uczęszczał na wykłady w klinice psychiatrii dziecięcej u L. Michaux. Wyższa Szkoła Higieny Psychicznej została zlikwidowana w okresie szczytowego stalinizmu i nigdy się nie odrodziła.
W latach 50. Dąbrowski nie mógł uczestniczyć w życiu naukowym w tej samej skali. Pracował jako lekarz w sanatorium dla dzieci chorych na gruźlicę w Rabce i jako psychiatra w różnych szpitalach. Do Warszawy mógł powrócić dopiero po zmianach polityczno-społecznych, jakie zaszły w 1956. Powrócił do Zagórza pod Warszawą, do miejsca, w którym spędził okres okupacji, pracując jako lekarz i wykładowca, kształcący kadry w zakresie higieny psychicznej.
Kazimierz Dąbrowski był przede wszystkim związany z ideą higieny psychicznej, bazującej na interdyscyplinarnie ujmowanych wynikach badań nauk szczegółowych. Idee te miały się materializować w Państwowym Instytucie Higieny Psychicznej, w Wyższej Szkole Higieny Psychicznej czy w Polskim Towarzystwie Higieny Psychicznej. Instytucje te zlikwidowane w latach 50. nie odrodziły się, a idee, które były przez nie rozwijane przedstawiane bywają dziś w krajach zachodnich jako nowe.
Pewien impuls dla zainteresowania się teorią dezintegracji pozytywnej w środowiskach humanistów w Polsce dała lista najwybitniejszych psychologów i psychiatrów w historii nauki, opublikowana w listopadowym numerze z 1967 w czasopiśmie Psychology Today, na której znalazło się nazwisko Dąbrowskiego. Został on tam umieszczony głównie za sformułowanie teorii dezintegracji pozytywnej, a w szczególności za ukazanie pozytywnych aspektów zaburzeń psychicznych, jako mechanizmów rozwojowych. To zaś, co uznane zostało za ,,rewolucyjne", dotyczy wskazania na pozytywne dynamizmy rozwojowe, które mogą krystalizować się w strukturze niektórych psychoz.
Abraham Maslow zaproponował Dąbrowskiemu objęcie honorowej profesury na Uniwersytecie w Cincinnati. Do objęcia stanowiska nie doszło z przyczyn rodzinnych.
Jego grób znajduje się na niewielkiej polanie w lesie niedaleko Zameczka – części ośrodka w Zagórzu koło Warszawy, w którym pracował.

## Założenia filozofii rozwoju Kazimierza Dąbrowskiego
Fundamentem filozofii Dąbrowskiego jest idea dwóch esencji. Na poszczególne esencje składają się właściwości:
1. Właściwości społeczne konstytuują esencję społeczną. Społeczne właściwości istotne:
- Empatia, świadomość społeczna, autentyczność, odpowiedzialność. Reprezentują istotę „bycia z innymi”, naszego uczestnictwa we wspólnocie ludzkiej.

2. Właściwości indywidualne konstytuują esencję indywidualną. Indywidualne właściwości istotne:
- Talenty i umiejętności, po odjęciu których życie jednostki straciłoby sens lub stałoby się nieznośne. Np.: nie sposób wyobrazić sobie Janusza Korczaka bez jego pasji pedagogicznej czy Michała Anioła bez jego pasji malarskiej.
- Więzi przyjaźni i miłości, bez których życie nie zawierałoby żadnych wyższych wartości. Ich brak pozbawiałby nasze życie emocjonalne wszystkich barw.
- Świadomość naszego rozwoju i poczucie tożsamości podmiotowej.

3. Esencje są niezmienne jakościowo (zawsze składają się na nie wymienione własności), ale są zmienne ilościowo. Wspólnie tworzą całość, są dla siebie nawzajem warunkiem sine qua non. Własności określają nasz sposób myślenia, a także postrzegania siebie i innych. Są niezmiennymi formami tworzącymi strukturę jednostkę. (Struktura: wzajemne relacje między własnościami.)
4. Esencja człowieka jest ważniejsza niż egzystencja. Egzystencja jest niezróżnicowanym bytem, nieutożsamionym, nieuświadomionym. Esencja jest natomiast zróżnicowana, uświadomiona, wybrana. To nie egzystencja konstytuuje jednostkę, lecz świadomość niepowtarzalnej, wybranej, własnej egzystencji. Zanik esencji – powodowany brakiem rozwoju – jest gorszy od śmierci i nie-istnienia. Rozwój jest drogą do „egzystencji poprzez esencje”. Dokonuje się on drogą dezintegracji pozytywnej.
Odpowiednikiem „esencji” jest w języku psychologii termin „środowisko wewnętrzne”. Filozoficzna „empiryczna transcendencja w kierunku konkretnego ideału” to w języku psychologii „dezintegracja pozytywna w kierunku rozwoju osobowego”. Empiryczna transcendencja w kierunku konkretnego ideału podlega analizie transcendentalnej. To znaczy: apriorycznej analizie idei (ideału esencji człowieka) pomijającej problematykę istnienia. Ale rozwój podlega też analizie praktycznej; tzn. analizie sposobów osiągania empirycznego ideału.
Punktem dojścia jest kreatywność i możliwość wchodzenia na wyższe poziomy rzeczywistości, a także przekroczenie egzystencji poprzez stwarzanie esencji.

## Publikacje
Publikacje Kazimierza Dąbrowskiego obejmują liczne książki, artykuły i wykłady.